# Lena Arro
Lena Milvi Arro, född 13 juni 1956 i Uppsala, är en svensk barn- och ungdomsboksförfattare.

## Biografi
Arro är uppvuxen i Brunna i närheten av Uppsala. Hon studerade kemi och biologi vid Uppsala universitet och arbetade före sin författardebut inom olika yrken, däribland som lärare, städare och kassabiträde. 
Arro skrev först för sina barn och skickade några av texterna till Rabén & Sjögren, vilket resulterade i debuten Måsar och Mamelucker (1991). Hon har ofta och gärna haft nära samarbeten med olika illustratörer, såsom Catarina Kruusval och Sara Gimbergsson. Utöver bilderböcker har Arro också skrivit spänningsböcker för lite äldre barn och ungdomar.

## Priser och utmärkelser
- Bokjuryn (2009) i kategorin 13+[4]